# Arthur de Pins
Arthur de Pins   (Bretagne, 22 de setembre de 1977) és un autor de còmics francès.

## Biografia
Arthur de Pins, va néixer el setembre de 1977 a Bretagne. Es va graduar a l'École Nationale Supérieure des Arts Décoratifs.
De Pins ha publicat en diverses revistes, entre d'altres Max, Spirou i sobretot, Fluide Glacial, on publica la seua sèrie estrela Péchés Mignons. Ha participat en molts treballs publicitaris (per Fnac, Carrefour o Nutella) i curtmetratges com el programa "Kézaco?" el 2007. També va crear una sèrie animada anomenada A Kind of Magic, emesa per France 3 i Disney Channel.
Arthur de Pins reivindica la influència de Kiraz i Monsieur Z. El seu estil d'il·lustració reconeixible es caracteritza per l'ús de colors plans sense vores en el dibuix vectorial, obtinguts pel programari Illustrator.

## Pel·lícules
- Géraldine (2000)
- L'Eau de Rose (2003)
- La Révolution des crabes (2004)

Fonts:

## Publicacions

### Còmic
Guió i dibuix
- Péchés Mignons, Tome 1  - 2006.[1]
- Péchés Mignons, Tome 2: Chasse à l'homme ! - 2007
- Zombillénium - 2010

Sols dibuix (guió: Maïa Mazaurette)
- Péchés Mignons, Tome 3: Garce Attack ! - 2008
- Péchés Mignons, Tome 4  - 2010

### Varis
- Artbook - 2007
- Calendrier Péchés Mignons 2009  - 2009
- Anti Kamasutra à l'usage des gens normaux - 2009[1]
- Les Petits Péchés Mignons: Les mecs sur les sites de rencontre - 2009
- Les Petits Péchés Mignons: Les nanas au réveil - 2009

### Il·lustracions
- Osez... la sodomie de Coralie Trinh Thi
- Anti Kamasutra à l'usage des gens normaux  Arthur de Pins i Maïa Mazaurette (2008)
- Osez... les nouveaux jeux érotiques de Dominique Saint-Lambert
- Cahiers de vacances érotiques de Marc Dannam

## Àlbums col·lectius
- Soupir, amb Laurel, Erwann Surcouf, Cha, Boulet…, éd Nekomix, 2006